# スティーブ・マクネア
スティーブ・マクネア（Steve McNair、1973年2月14日 - 2009年7月4日）はミシシッピ州マウントオリーブ出身の元アメリカンフットボール選手。ポジションはQB。
NFLのテネシー・タイタンズ、ボルチモア・レイブンズで13シーズンプレイした。タイタンズ時代に第34回スーパーボウルに出場している。フラン・ターケントン、スティーブ・ヤングに次いでパス3万ヤード、ラン3000ヤードを達成した3人目のQBであった。また引退した時点でランドール・カニンガム、ヤング、マイケル・ヴィック、ターケントンに次いでQBのラン獲得ヤード歴代5位であった。
大学時代次々とパスを通してみせる姿から「エア・マクネア」のニックネームで呼ばれていた。

## 経歴
母親が綿花畑で働いて生計を立てる貧しい家庭に育った。
高校時代はアメリカンフットボールだけでなく、野球、バスケットボール、陸上競技を行った。1991年のMLBドラフトではシアトル・マリナーズから35巡で指名を受けた。高校時代フリーセーフティだった彼は1990年には15インターセプトをマーク、高校3年間で通算30インターセプトをあげた。高校卒業後、彼はサウスウェスタン・アスレチック・カンファレンスに所属しアフリカ系アメリカ人のための大学であるNCAAのディビジョンI-AAのアルコーン州立大学に進学した。1992年、彼はパス獲得3541ヤードで29タッチダウンパスを成功、ランでも10タッチダウンをあげた。この年チームはマクネアのTDランで試合終了と共に勝利したグランブリング州立大学戦も含み7勝4敗の好成績をあげた。1993年にも3000ヤード以上を獲得、8勝3敗の成績を残した。大学4年時にはパス、ランで合計6000ヤード近くを獲得、53タッチダウンをあげた。彼はオールアメリカンに選ばれると共にハイズマン賞の投票ではラシャーン・サラーム、キジャナ・カーターに次いで第3位の得票を獲得した。
1995年のNFLドラフト1巡目、全体3位でヒューストン・オイラーズの新ヘッドコーチとなったジェフ・フィッシャーに指名されて7年契約を結び入団した。ドラフトで指名されて大金を得た彼は、母親の働いていた綿花畑を買い取って、母親にプレゼントした。11月のクリーブランド・ブラウンズ戦の第4Qに初出場を果たした。この年デトロイト・ライオンズ戦、ニューヨーク・ジェッツ戦にも出場したがエースQBのクリス・チャンドラーがAFC4位の成績を残したのでマクネアの出番は限られたものであった。1996年も彼はチャンドラーの控えQBであり、12月のジャクソンビル・ジャガーズ戦で初先発を果たした。
1997年に彼はようやく先発QBとなり8勝8敗の成績を残した。この年彼はパスで2655ヤードを獲得、この数字は1993年のウォーレン・ムーン以来となる成績であった。またインターセプトされることわずか13回でこれはフランチャイズ記録であった。彼はランナーとしてもエディ・ジョージに次ぐチーム2位の674ヤードを走り8タッチダウンをあげた。
1998年、彼はパスで3228ヤードを獲得、15タッチダウンパス、インターセプト10でQBレイティング80.1の数字を残した。
1999年にオイラーズはタイタンズと改称し、新スタジアムに本拠地を移した。彼はシーズン中背中を痛めて手術を受けるために一時戦列を離れてピッツバーグ・スティーラーズをスーパーボウルに導いたこともあるニール・オドネルに一時先発の座を渡した。マクネアの欠場中、オドネルは4勝1敗の成績を収めていた。マクネアは復帰後9戦中7勝をあげてチームは10勝6敗でAFC中地区2位となりプレーオフ出場権を得た。バッファロー・ビルズとの試合でミュージック・シティ・ミラクルと呼ばれるようになるプレーで勝利し、その後チームは第34回スーパーボウルまで進出した。スーパーボウルではマクネアからパスを受けたケビン・ダイソンが残り1ヤードで前進を止められて敗れるというNFL史に残る名勝負を見せた。
2000年には13勝3敗の成績を収めたがプレーオフではボルチモア・レイブンズに敗れた。この年彼は3350ヤードを獲得、21TDパスを投げQBレイティング90.2の数字を残すと共にランでも5TDをあげた。この年プロボウルに初めて選ばれた。
2002年シーズン、6勝5敗から最後の5試合で全勝し、チームをAFCチャンピオンシップゲームまで導いた。前年の10月14日からこの年の11月24日まで、23試合連続でTDパスをあげて、ウォーレン・ムーンが作った21試合連続TDパス成功のチーム記録を更新した。
2003年5月に飲酒運転と銃の不法所持で逮捕された。シーズン中に腓骨、足首、左膝などの怪我で2試合に欠場したが、24TDパスを投げQBレイティング100.4の数字を残し彼はペイトン・マニングと共に最優秀選手に選ばれた。この年彼がマークしたQBレイティングはNFLトップの100.4であり、この記録はタイタンズのチーム記録にもなっている。12勝4敗の成績でワイルドカードでプレーオフに出場を決めたチームはニューイングランド・ペイトリオッツに敗れてシーズンを終えた。
2004年2月、USAトゥデイは彼をタフなアスリートベスト10の3位に格付けした（1位はブレット・ファーヴ、2位はアレン・アイバーソン）。
2004年、第3週のジャクソンビル・ジャガーズ戦で胸骨を打撲、翌週から欠場、この怪我のため8試合にしか出場できなかった。2005年シーズンは背中の怪我のため、2試合で欠場した。
2006年7月にドラフト4巡目指名権と引換えにボルチモア・レイブンズに移籍した。第14週のカンザスシティ・チーフス戦ではマーク・クレイトンへ球団記録となる89ヤードのTDパスを成功させた。この年チームは13勝3敗の好成績を収めてAFC北地区優勝を果たした。レイブンズ移籍後初のプレーオフとなったインディアナポリス・コルツ戦では、パス29回中18回成功、173ヤード、TDなし、2インターセプトを喫し、チームも6-15で敗れた。
2007年5月9日、彼と義兄は飲酒運転をしていた車に同乗していたため逮捕された。（テネシー州の法律では飲酒運転をしていた車に同乗していると逮捕される。）
第2週、第3週に欠場し、第9週のピッツバーグ・スティーラーズ戦ではジェームズ・ハリソンにヒットされて2度ファンブルするなど、低調な成績に終わり先発出場は僅か6試合だった。
2008年4月17日、現役引退を発表した。同年10月27日のマンデーナイトフットボール、インディアナポリス・コルツ戦で、オイラーズ/タイタンズの殿堂入り及び新設されるLPフィールドのリング・オブ・オナー入りの表彰がなされた。
2019年9月15日にインディアナポリス・コルツを迎えて実施されるホームでの初戦でセレモニーを行い、スティーブ・マクネアの9番とエディ・ジョージの27番を永久欠番にするとタイタンズが6月12日に発表した。

### 銃撃死
2009年7月4日、テネシー州ナッシュビルの住宅内で交際相手の20歳の女性と共に銃撃を受けて死亡しているところを発見された。
地元警察によると、交際相手の女性がソファで寝ていたマクネアを拳銃で4発撃った後、自分の頭を撃って自殺したという。彼の非業の死に対してNFLコミッショナーのロジャー・グッデル、テネシー・タイタンズのバド・アダムスオーナー、ジェフ・フィッシャーヘッドコーチ、かつての同僚などから深い悲しみの言葉が述べられている。

## ラッシングQB
2006年シーズンまでラッシングで3558ヤード獲得、37ラッシングTDをあげている。これはNFLのQBとしてそれぞれ5位と3位である。1997年から2001年までの連続5年間のラッシングヤードは2002年から2006年までのマイケル・ヴィック、1986年から1990年までのランドール・カニンガムに次いで歴代3位である。

## アフリカ系アメリカ人QBの先駆者
アフリカ系アメリカ人QBに対する、走る能力は優れていてもパスを投げる能力には欠けているという偏見を払拭した。そしてジェイソン・キャンベル、ヴィンス・ヤングなどに大きな影響を与えた。

## 人物
NFL選手、デマリオ・デービスの従兄弟である。